# 竹内雄悟
竹内 雄悟（たけうち ゆうご、1987年12月17日 - ）は、将棋棋士。森信雄七段門下。棋士番号は292。広島市出身・大阪市在住。奨励会二段時代までの名は大悟（だいご）。

## 棋歴
幼少期に母方祖父に教わり、将棋を覚えた。本格的に将棋を始めたのは小学3年生のときで、その後は地元の広島将棋センターに通って腕を磨いた。広島観音高校在学中に、村山聖九段を偲んで広島で開催されている「怪童戦」を2連覇して注目を集める。
2004年9月、高校2年生の時に3級で奨励会に入会。同期入会者の中では2番目に年長であった。奨励会に入会したのは、将棋を全く知らない祖母から「そんなに将棋が好きだったらプロ目指してみないの？」と言われ、学校の勉強も好きではなかったことから「好きな将棋をして生きていけたら最高」と思ったのがきっかけ。
好不調の波があり、昇級・昇段に苦労したものの、2008年5月に三段に昇段。第44回（2008年度後期）より三段リーグに参加。ここでも好不調の波があり、第44回及び第49回（2010年度前期）ではあと1勝足りなければ降段点を喫するところだった。その一方で、第47回（2009年度前期）及び第50回（2010年度後期）では、最終局まで昇段争いに加わる活躍を見せる。
第47回では最終日2連勝すれば昇段であったが1戦目に敗れ、船江恒平と同星の13勝5敗も順位差で次点となった。（他同星に斎藤慎太郎、宮本広志）
第50回では、最終日1戦目で順位上位者が敗れ自身が勝利したため、2戦目で宮本広志が敗れ自身が勝利すれば2度目の次点を得られる所であったが、宮本は敗れたものの自身も敗れ、12勝6敗の同星複数名で次点を逃す。
第52回（2012年度後期）は、最終2局を待たずに弟弟子の千田翔太の昇段が内定し、残る1枠を竹内を含む4人が5敗で並び争う混戦。竹内は前期の成績に基づく順位の関係から、自身が連勝し、かつ1名が2連敗、宮本広志と他1名が1敗以上しなければ昇段できない厳しい状況の中、2位で四段昇段を決めた。

### プロデビュー後
2013年、初参加となる第72期順位戦では2勝8敗に終わり、初参加期順位戦における最少勝数の記録タイ（他に熊坂学、長岡裕也、横山友紀）に終わり、降級点を喫した。これとは対照的に、第27期竜王戦6組ランキング戦では好成績を上げる。アマチュア選手・中田功・佐藤慎一・三枚堂達也を降し、準々決勝に進出。しかしそこで優勝する藤森哲也に敗れ、続く昇級者決定戦でも八代弥に敗れ、1期抜けでの5組昇級には至らなかった。
2014年、第86期棋聖戦では一次予選から勝ち上がり、二次予選では谷川浩司や北浜健介を下して決勝トーナメント出場を決めた。（なお同トーナメント一回戦で、豊島将之に敗れる。）
2016年、第29期竜王戦6組ランキング戦では田中寅彦・星野良生・石川泰を下し準決勝まで勝ち上がり中田功に敗れるも、昇級者決定戦決勝において勝ち上がってきた門倉啓太を破り、5組昇級を果たした。
2018年、第68回NHK杯戦の予選・決勝で桐山清澄に勝ち、本戦トーナメント初出場（1回戦で阿久津主税に敗退）。第4期叡王戦では四段予選を突破し、こちらでも本戦に初出場を果たす（1回戦で広瀬章人に敗退）。同年9月13日、第67期王座戦一次予選で船江恒平を破り、通算100勝達成。これにより五段に昇段した。
だがその2018年をピークに成績が下降し始め、特に2022年は年間勝率1割台の大不振に陥り順位戦では2つ目の降級点が付与される。そして翌年の第82期順位戦でも歯止めはかからず3つ目の降級点を喫し、36歳でフリークラス陥落となった。

## 棋風
変則的な将棋が特徴で、初手に5筋の歩を突いたり（ただし、竹内の場合、ここから先手中飛車にしない事もある）、割り打ち・両取りのリスクの多い飛車角の並ぶ5六飛・6六角型中飛車や、飛車玉の近い居玉四間飛車、地下鉄飛車といった力戦を得意としている。また、受けと粘りにも定評があり、穴熊玉が入玉する終盤など定跡にとらわれない力技を見せる。

## 人物
- 将棋ファンの間では「ユーゴ先生」と改名後の名前で親しまれているが、棋士間の愛称は旧名の竹内大悟を略した「タケダイ」で、雄悟に改名後も、奨励会仲間や森一門、観戦記者などからは旧名の略称で呼ばれ続けている[10][出典無効]。竹内自身もtwitterで「takedai」を使用している[11][出典無効]。
- ネット上で「タケダイ詰将棋創作100日チャレンジ」を載せている。
- おしゃれであり、対局及び記録係の際の服装もノータイ（いわゆるクールビズ）が多いなど、ファッションにこだわりと独自の美学を持っている。
- 将棋を指す利き手は左であり、対局開始前には、盆と脇息の位置を反対に置き換える事が多い[12]。
- 2014年3月7日に、徳川家康公顕彰四百年記念事業第72期将棋名人戦第0局と題して、静岡県静岡市の「浮月楼」で行われた第72期順位戦最終局一斉対局において、谷川浩司対深浦康市戦の記録係を担当した際も、ノータイ姿で対局場に現れたが、谷川に注意を受け、対局開始直前に着用した[13]。
- 2017年11月に結婚[14]。相手の詳細については、公表していない。2018年7月に女児が誕生[15]。
- 蕎麦アレルギーであり、含有食品には「必ず表示を義務づけて欲しい」と主張している[16][出典無効]。また、眼病も患っており、日常生活や対局にも辛い状況であったことを明かしている[17]。
- 宮本広志の将棋教室で子供教室を開講している[18]。

## 昇段履歴
昇段規定は、将棋の段級 を参照。
- 2004年09月00日 : 3級 = 奨励会入会
- 2005年04月00日 : 2級
- 2006年04月00日 : 1級
- 2007年04月00日 : 初段
- 2007年08月00日 : 二段
- 2008年05月00日 : 三段（第44回奨励会三段リーグ＜2008年度後期＞からリーグ参加）
- 2013年04月01日 : 四段（第52回奨励会三段リーグ成績2位） = プロ入り
- 2018年09月13日 : 五段（勝数規定/公式戦100勝）[9]

## 主な成績

### 在籍クラス
竜王戦と順位戦のクラスは、将棋棋士の在籍クラス を参照。
| 開始 年度 | (出典)順位戦出典 | (出典)順位戦出典 | (出典)順位戦出典 | (出典)順位戦出典 | (出典)順位戦出典 | (出典)順位戦出典 | (出典)順位戦出典 | (出典)順位戦出典 | (出典)竜王戦出典 | (出典)竜王戦出典 | (出典)竜王戦出典 | (出典)竜王戦出典 | (出典)竜王戦出典 | (出典)竜王戦出典 | (出典)竜王戦出典 | (出典)竜王戦出典 | (出典)竜王戦出典 | (出典)竜王戦出典 |
| 開始 年度 | 期               | 名人             | A級              | B級              | B級              | C級              | C級              | 0                | 期               | 竜王             | 1組              | 2組              | 3組              | 4組              | 5組              | 6組              | 決勝 T           |                  |
| 開始 年度 | 期               | 名人             | A級              | 1組              | 2組              | 1組              | 2組              | 0                | 期               | 竜王             | 1組              | 2組              | 3組              | 4組              | 5組              | 6組              | 決勝 T           |                  |
| --- | ---------------- | ---------------- | ---------------- | ---------------- | ---------------- | ---------------- | ---------------- | ---------------- | ---------------- | ---------------- | ---------------- | ---------------- | ---------------- | ---------------- | ---------------- | ---------------- | ---------------- | ---------------- |
| 2013 | 72               |                  |                  |                  |                  |                  | C246x            | 2-8              | 27               |                  |                  |                  |                  |                  |                  | 6組              | --               | 4-2              |
| 2014 | 73               |                  |                  |                  |                  |                  | C246*            | 6-4              | 28               |                  |                  |                  |                  |                  |                  | 6組              | --               | 2-2              |
| 2015 | 74               |                  |                  |                  |                  |                  | C218*            | 4-6              | 29               |                  |                  |                  |                  |                  |                  | 6組              | --               | 5-1              |
| 2016 | 75               |                  |                  |                  |                  |                  | C231*            | 4-6              | 30               |                  |                  |                  |                  |                  | 5組              |                  | --               | 2-2              |
| 2017 | 76               |                  |                  |                  |                  |                  | C217*            | 6-4              | 31               |                  |                  |                  |                  |                  | 5組              |                  | --               | 4-2              |
| 2018 | 77               |                  |                  |                  |                  |                  | C234*            | 6-4              | 32               |                  |                  |                  |                  |                  | 5組              |                  | --               | 2-2              |
| 2019 | 78               |                  |                  |                  |                  |                  | C215*            | 6-4              | 33               |                  |                  |                  |                  |                  | 5組              |                  | --               | 1-2              |
| 2020 | 79               |                  |                  |                  |                  |                  | C217*            | 3-7              | 34               |                  |                  |                  |                  |                  | 5組              |                  | --               | 3-2              |
| 2021 | 80               |                  |                  |                  |                  |                  | C240*            | 5-5              | 35               |                  |                  |                  |                  |                  | 5組              |                  | --               | 1-2              |
| 2022 | 81               |                  |                  |                  |                  |                  | C230*x           | 2-8              | 36               |                  |                  |                  |                  |                  | 5組              |                  | --               | 1-2              |
| 2023 | 82               |                  |                  |                  |                  |                  | C248**x          | 3-7              | 37               |                  |                  |                  |                  |                  | 5組              |                  | --               |                  |
| 2024 | 83               |                  |                  |                  |                  |                  |                  | F編              | 38               |                  |                  |                  |                  |                  |                  |                  |                  |                  |
| 順位戦、竜王戦の 枠表記 は挑戦者。右欄の数字は勝-敗(番勝負/PO含まず)。 順位戦の右数字はクラス内順位 ( x当期降級点 / *累積降級点 / +降級点消去 ) 順位戦の「F編」はフリークラス編入 /「F宣」は宣言によるフリークラス転出。 竜王戦の 太字 はランキング戦優勝、竜王戦の 組(添字) は棋士以外の枠での出場。 |                  |                  |                  |                  |                  |                  |                  |                  |                  |                  |                  |                  |                  |                  |                  |                  |                  |                  |

### 年度別成績
| 年度             | 対局数 | 勝数 | 負数 | 勝率   | (出典) |
| ---------------- | ------ | ---- | ---- | ------ | ------ |
| 2013             | 28     | 12   | 16   | 0.4285 | [ 21 ] |
| 2014             | 39     | 22   | 17   | 0.5641 | [ 22 ] |
| 2015             | 36     | 18   | 18   | 0.5000 | [ 23 ] |
| 2016             | 39     | 19   | 20   | 0.4871 | [ 24 ] |
| 2017             | 31     | 16   | 15   | 0.5161 | [ 25 ] |
| 2018             | 47     | 30   | 17   | 0.6382 | [ 26 ] |
| 2019             | 36     | 19   | 17   | 0.5277 | [ 27 ] |
| 2020             | 31     | 12   | 19   | 0.3870 | [ 28 ] |
| 2013-2020 (小計) | 287    | 148  | 139  |        |        |
| 年度             | 対局数 | 勝数 | 負数 | 勝率   | (出典) |
| 2021             | 30     | 15   | 15   | 0.5000 | [ 29 ] |
| 2022             | 23     | 4    | 19   | 0.1739 | [ 30 ] |
| 2023             | 31     | 14   | 17   | 0.4516 | [ 31 ] |
| 2021-2023 (小計) | 84     | 33   | 51   |        |        |
| 通算             | 371    | 181  | 190  | 0.4878 | [ 32 ] |
| 2023年度まで     |        |      |      |        |        |

## 出演

### ウェブテレビ
- 「藤井四段に『2度負けた男たち』の証言」（2017年6月14日、AbemaTV）[33][34]